# Young & Beautiful (Filmreihe)
Young & Beautiful ist eine US-amerikanische Pornofilmreihe des Regisseurs Greg Lansky und des Labels Vixen.com. Die Reihe wird dem Genre "Teen-Sex" zugeordnet.

## Besprechungen
Einzelne Folgen der Filmreihe Young & Beautiful wurden von der Fachpresse besprochen und erhielten überwiegend positive Bewertungen. So schrieb Captain Jack in seiner DVD-Kritik zur ersten Episode, dass dies eine weitere sensationelle Veröffentlichung des Regisseurs Greg Lansky sei. Dirty Bob vergab in seiner Besprechung für AVN.com vier von fünf Sternen und sprach seine Empfehlung aus.
Die zweite DVD der Filmreihe wurde von Borgus Weems, der diese für XBIZ besprach, ebenfalls positiv wahrgenommen.

## Auszeichnungen und Nominierungen
Gesamte Serie
- AVN Awards
  - 2018: Beste neue Serie (ausgezeichnet)[4]
- XBIZ Awards
  - 2018: Vignette Series of the Year (Nominierung)[5]
- XRCO Awards
  - 2018: Best Gonzo Series (Nominierung)[6]

einzelne Episoden
- AVN Awards
  - 2018: Best Three-Way Sex Scene  (G/G/B) (Riley Reid, Megan Rain, Mick Blue) – Vol. 1 (ausgezeichnet)[4]
  - 2018: Best Sex Scene (G/B) (Vicky Chase, Johnny Sins) – Vol. 3 (Nominierung)[7]
  - 2018: Best Group Sex Scene (Abella Danger, August Ames, Riley Reid, Jean Val Jean, Mick Blue) – Vol. 3 (Nominierung)[7]
  - 2018: Best Director – Short Film (Greg Lansky) – Vol. 3 (Nominierung)[7]
  - 2019: Best Sex Scene (G/B) (Cinderella, Mick Blue) – Vol. 6 (Nominierung)[8]
  - 2020: Best Ingénue Production – Vol. 6 (Nominierung)[9]
  - 2021: Best Foreign-Shot Group Sex Scene (Elena Vedem, Stacy Cruz, Alberto Blanco) – Vol. 9 (Nominierung)[10]
  - 2024: Best Ingénue Movie or Limited Series – Vol. 12 (Nominierung)[11]
- Fleshbot Awards
  - 2018: Best Sex Scene – Vol. 3 (Nominierung)
- XBIZ Awards
  - 2018:  Best Sex Scene – Vignette Release (Alexa Grace, Jean Valjean, Kendra Sunderland) – Vol. 2 (Nominierung)[5]
  - 2018: Vignette Release of the Year – Vol. 3[5]

## Darsteller
- Riley Reid
- Megan Rain
- Anya Olsen
- Bree Daniels
- Blake Eden
- Mia Malkova
- Alexa Grace
- Kendra Sunderland
- Veronica Rodriguez
- Sydney Cole
- Abella Danger
- Aidra Fox
- Karla Kush
- August Ames
- Vicki Chase
- Scarlet Red
- Lana Rhoades
- Natalia Starr
- Karlee Grey
- Blair Williams
- Alex Grey
- Amia Miley
- Melissa Moore
- Elena Koshka
- Paige Owens
- Jia Lissa
- Sinderella
- Haley Reed
- Mia Melano
- Harley Dean
- Sadie Blake
- Little Caprice
- Julie Kay
- Riley Star
- Dana Wolf
- Stacy Cruz
- Ana Rose
- Ariana Marie
- Sybil A
- Vanna Bardot
- Scarlit Scandal
- Apolonia Lapiedra
- Blake Blossom